# 大田実
大田 實（おおた みのる、1891年（明治24年）4月7日 - 1945年（昭和20年）6月13日）は、日本の海軍軍人。最終階級は海軍中将。千葉県長生郡長柄町出身。

## 生涯
旧制千葉県立千葉中学校から海軍兵学校および陸軍士官学校（第25期）を受験し、双方に合格している。海軍兵学校41期入校。席次は入校時は120名中53番、卒業時118名中64番。草鹿龍之介、木村昌福、田中頼三などが同期生である。大田は海軍における陸戦の権威者で、1932年（昭和7年）2月から4月にかけて上海陸戦隊第5大隊長として第一次上海事変に参戦している。二・二六事件では佐藤正四郎麾下の陸戦隊大隊長として東京へ出動している。同部隊の参謀は大田とともに海軍陸戦隊を代表する指揮官となった安田義達であった。
日中戦争では1939年（昭和14年）2月に呉鎮守府第六特別陸戦隊司令として海南島占領作戦に参加し三亜を占領する。4月には隊は第六防備隊に改組され第六防備隊司令となるが同月には内地に帰還した。
太平洋戦争においては、1942年（昭和17年）5月に第二連合特別陸戦隊司令官としてミッドウェー島上陸部隊の海軍指揮官となる（陸軍部隊指揮官は一木清直）が、ミッドウェー海戦における敗北により上陸作戦は中止、6月に隊は解隊された。
1943年（昭和18年）2月、第八連合特別陸戦隊司令官としてニュージョージア島のムンダの守備に当たるものの、7月から始まったニュージョージア島の戦いで苦戦し、8月にコロンバンガラ島に撤退した。

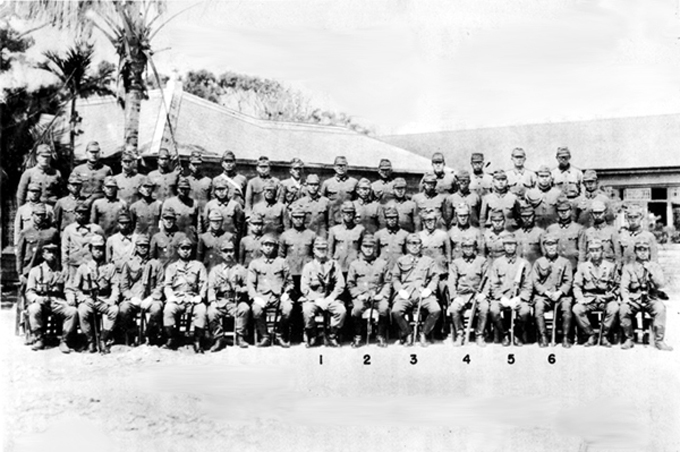
沖縄守備軍首脳。1大田 2牛島満 3長勇

大田が自決した海軍壕司令官室

沖縄戦では、海軍最先任者として沖縄根拠地隊司令官を務め、米軍上陸時に約1万人の部隊を率いて沖縄本島小禄半島での戦闘を指揮。陸軍の首里から摩文仁への撤退に際して、海軍司令部は作戦会議に呼ばれず、直前の1945年5月24日ごろ（異説あり）になって初めて知らされたとされる。いったんは完全撤退と受け止め、重火器を破壊して南部への撤退を始めるが、後に「第32軍司令部の撤退を支援せよ」との命令を勘違いしたことがわかり、5月28日には再び小禄へ引き返した。6月2日に改めて「摩文仁へ撤退せよ」との命令が出されるが、大田は今度は従わなかった。命令を意図的に無視したのか、米軍に退路を断たれて撤退できなかったのかは不明である。沖縄での海軍部隊の戦いぶりは米国公刊戦史に以下のように記述されている。
米軍の攻撃により司令部は孤立し、6月13日、大田は豊見城にあった海軍壕内で拳銃で自決した。死後海軍中将に特別昇進する。満54歳没。

## 年譜
- 1891年（明治24年）4月7日 - 千葉県長生郡長柄町生
- 1905年（明治38年）4月1日 - 千葉県立千葉中学校入学
- 1910年（明治43年）
  - 3月31日 - 千葉県立千葉中学校卒業
  - 9月12日 - 海軍兵学校入校
- 1913年（大正2年）12月19日 - 海軍兵学校卒業、少尉候補生・装甲巡洋艦「吾妻」乗組
- 1914年（大正3年）
  - 4月20日 - 練習艦隊遠洋航海出発 ホノルル~サンペドロ~サンフランシスコ~バンクーバー~ヴィクトリア~タコマ~シアトル~函館~青森方面巡航
  - 8月11日 - 帰着
  - 8月15日 - 戦艦「河内」乗組
  - 12月1日 - 任 海軍少尉
- 1915年（大正4年）
  - 6月30日 - 公務負傷に拠り待命
  - 10月27日 - 戦艦「扶桑」乗組
- 1916年（大正5年）12月1日 - 任 海軍中尉・海軍砲術学校普通科学生
- 1917年（大正6年）11月14日 - 肺結核療養に依り待命
- 1918年（大正7年）
  - 9月20日 - 横須賀鎮守府附
  - 12月1日 - 海軍水雷学校普通科学生
- 1919年（大正8年）
  - 5月23日 - 海軍砲術学校普通科再入学
  - 12月1日 - 佐世保海兵団分隊長心得
- 1920年（大正9年）
  - 7月1日 - 兼 教官心得
  - 12月1日 - 任 海軍大尉・海軍砲術学校高等科第20期学生
- 1921年（大正10年）
  - 11月29日 - 海軍砲術学校高等科卒業
  - 12月1日 - 巡洋戦艦「比叡」分隊長
- 1923年（大正12年）8月13日 - 戦艦「扶桑」分隊長
- 1924年（大正13年）12月1日 - 横須賀鎮守府附
- 1925年（大正14年）12月1日 - 海軍砲術学校教官 兼 海軍機関学校教官
- 1926年（大正15年）12月1日 - 任 海軍少佐
- 1928年（昭和3年）
  - 6月25日 - 免 海軍機関学校教官 任 海軍工機学校教官
  - 12月10日 - 第1遣外艦隊司令部附（山東省居留民保護）
- 1929年（昭和4年）
  - 9月25日 - 佐世保鎮守府附
  - 11月1日 - 横須賀海兵団分隊長兼教官（陸戦術担当）
- 1930年（昭和5年）6月1日 - 兼 砲術長
- 1931年（昭和6年）11月2日 - 海軍砲術学校教官（陸戦術担当）
- 1932年（昭和7年）
  - 1月29日 - 第1遣外艦隊司令部附上海陸戦隊第5大隊長
  - 4月20日 - 海軍砲術学校教官
  - 12月1日- 任 海軍中佐
- 1936年（昭和11年）12月1日- 戦艦「山城」副長
- 1937年（昭和12年）
  - 10月16日 - 特務艦「鶴見」艦長
  - 12月1日- 任 海軍大佐
- 1938年（昭和13年）8月10日 - 軍令部出仕（海南島上陸作戦研究）
- 1939年（昭和14年）
  - 1月20日 - 呉鎮守府第6特別陸戦隊司令
  - 4月1日- 第6防備隊司令
  - 4月15日- 呉海兵団副長兼教官
- 1941年（昭和16年）11月1日 - 支那方面艦隊司令部附第1遣支艦隊司令部附漢口海軍特務部長
- 1942年（昭和17年）
  - 1月15日 - 横須賀鎮守府出仕
  - 1月16日 - 三重海軍航空隊設立準備委員長
  - 4月28日 - 軍令部出仕
  - 5月1日 - 第2聯合特別陸戦隊司令官
  - 7月1日 - 呉鎮守府附
  - 8月10日 - 佐世保第2海兵団長
  - 11月1日 - 任 海軍少将
  - 11月11日 - 第八艦隊司令部附
  - 11月20日 - 第8聯合特別陸戦隊司令官
- 1943年（昭和18年）
  - 6月9日 - 勲二等瑞宝章受章
  - 12月1日 - 第14根拠地隊司令官
- 1944年（昭和19年）
  - 2月10日 - 軍令部出仕
  - 3月20日 - 佐世保警備隊司令官兼佐世保海兵団長
- 1945年（昭和20年）
  - 1月20日 - 第4海上護衛隊司令官兼沖縄方面根拠地司令官
  - 2月25日 - 沖縄方面根拠地隊司令官
  - 6月13日 - 戦死 享年54 海軍中将に特別進級
- 1968年（昭和43年）3月30日 - 戦没者叙勲により（勲二等）旭日重光章へ追陞。

## 人物

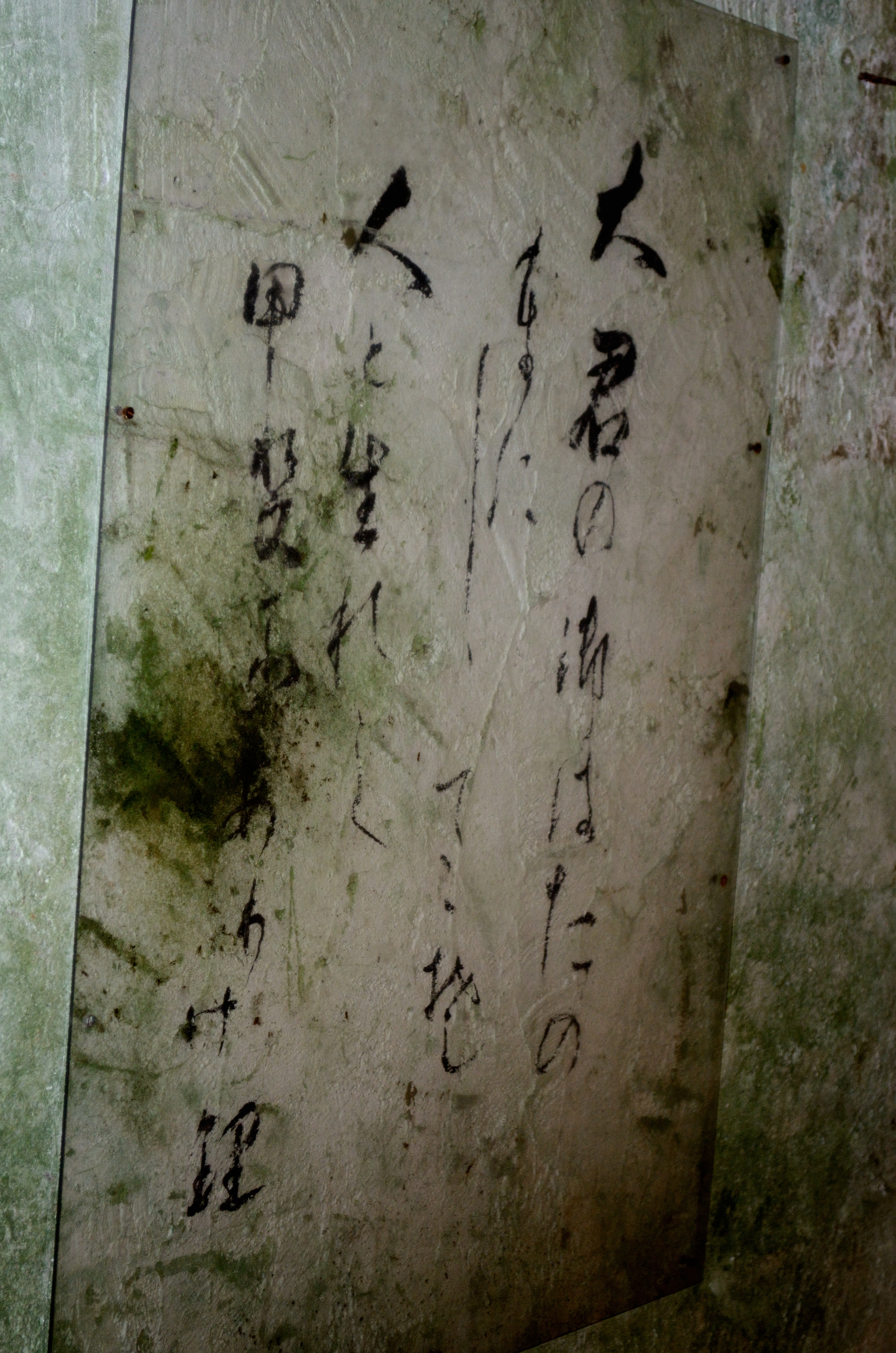
司令官室の壁に遺された辞世

- 穏やかで包容力に富み、小事に拘泥せず責任感の強い人物であった。いかなる状況に遭遇しても不満を漏らさず、他人を誹謗するような言動はなかったといわれる。
辞世の句大君の御はたのもとに死してこそ 人と生まれし甲斐ぞありけり
- 11人の子供がおり、長男大田英雄は社会科教師で平和運動家。湾岸戦争後の自衛隊ペルシャ湾派遣の際の指揮官である落合畯一等海佐（当時）は3男。大田豊一等海佐は4男。3女板垣愛子はパーフェクト リバティー教団 (PL) の教校長。
- 大田は長男を軍人にしたいと願い、いずれ海軍大将になってほしいとの願いから「英雄」と名づけた。一方、三男には農業をして家を守ってほしいと「畯」（たおさ）と名づけた。しかし2人は戦後、全く別の道を歩むことになった。
- 娘の一人は後年、アメリカ人と結婚し渡米したが、沖縄戦で米軍を苦しめた日本軍幹部の娘というので、パンも売ってくれないなど、酷いいじめに遭った。後年、小渕恵三（第84代首相）が「大変でしたね」と慰めると、彼女は「父の苦労に比べたら、たいしたことはありません」と泣き崩れたという[2]。
- 沖縄戦時の 沖縄県知事であった島田叡とは、戦闘の最中でも密接な連絡を取り合い、大田と島田は「肝胆相照らす」仲であったという。大田が最後に残した電文中にある「県知事より報告せらるべきも」「本職県知事の依頼を受けたるに非ざれども」の冒頭文の文言は、本来民間人の苦労を伝えるのに最も相応しいのは、「県民に関して、殆ど顧みるに暇なかりき」と言った自分達軍人ではなく、最後まで彼ら県民と共にあった島田達であるはずであるが、既に沖縄県庁の組織自体に通信能力が無く、やむを得ず大田が、行政官である島田に代わって県民の姿を伝えるという意思から綴られたものだと考えられる[3]。

## 海軍次官宛の電報
自決する直前の1945年6月6日午後8時16分に多田武雄海軍次官宛に発信した電報は広く知られている。当時の訣別電報の常套句だった「天皇陛下万歳」「皇国ノ弥栄ヲ祈ル」などの言葉はなく、ひたすらに沖縄県民の敢闘の様子を訴えている。

### 原文
- 文中の□部分は不明

発 沖縄根拠地隊司令官
宛 海軍次官
左ノ電□□次官ニ御通報方取計ヲ得度

### 現代語訳
沖縄県民の実情に関して、権限上は県知事が報告すべき事項であるが、県はすでに通信手段を失っており、第32軍司令部もまたそのような余裕はないと思われる。県知事から海軍司令部宛に依頼があったわけではないが、現状をこのまま見過ごすことはとてもできないので、知事に代わって緊急にお知らせ申し上げる。
沖縄本島に敵が攻撃を開始して以降、陸海軍は防衛戦に専念し、県民のことに関してはほとんど顧みることができなかった。にもかかわらず、私が知る限り、県民は青年・壮年が全員残らず防衛召集に進んで応募した。残された老人・子供・女は頼る者がなくなったため自分達だけで、しかも相次ぐ敵の砲爆撃に家屋と財産を全て焼かれてしまってただ着の身着のままで、軍の作戦の邪魔にならないような場所の狭い防空壕に避難し、辛うじて砲爆撃を避けつつも風雨に曝されながら窮乏した生活に甘んじ続けている。
しかも若い女性は率先して軍に身を捧げ、看護婦や炊事婦はもちろん、砲弾運び、挺身斬り込み隊にすら申し出る者までいる。
どうせ敵が来たら、老人子供は殺されるだろうし、女は敵の領土に連れ去られて毒牙にかけられるのだろうからと、生きながらに離別を決意し、娘を軍営の門のところに捨てる親もある。
看護婦に至っては、軍の移動の際に衛生兵が置き去りにした頼れる者のない重傷者の看護を続けている。その様子は非常に真面目で、とても一時の感情に駆られただけとは思えない。
さらに、軍の作戦が大きく変わると、その夜の内に遥かに遠く離れた地域へ移転することを命じられ、輸送手段を持たない人達は文句も言わず雨の中を歩いて移動している。
つまるところ、陸海軍の部隊が沖縄に進駐して以来、終始一貫して勤労奉仕や物資節約を強要されたにもかかわらず、（一部に悪評が無いわけではないが、）ただひたすら日本人としてのご奉公の念を胸に抱きつつ、遂に‥‥（判読不能）与えることがないまま、沖縄島はこの戦闘の結末と運命を共にして草木の一本も残らないほどの焦土と化そうとしている。
食糧はもう6月一杯しかもたない状況であるという。
沖縄県民はこのように戦い抜いた。
県民に対し、後世、特別のご配慮を頂きたくお願いする。

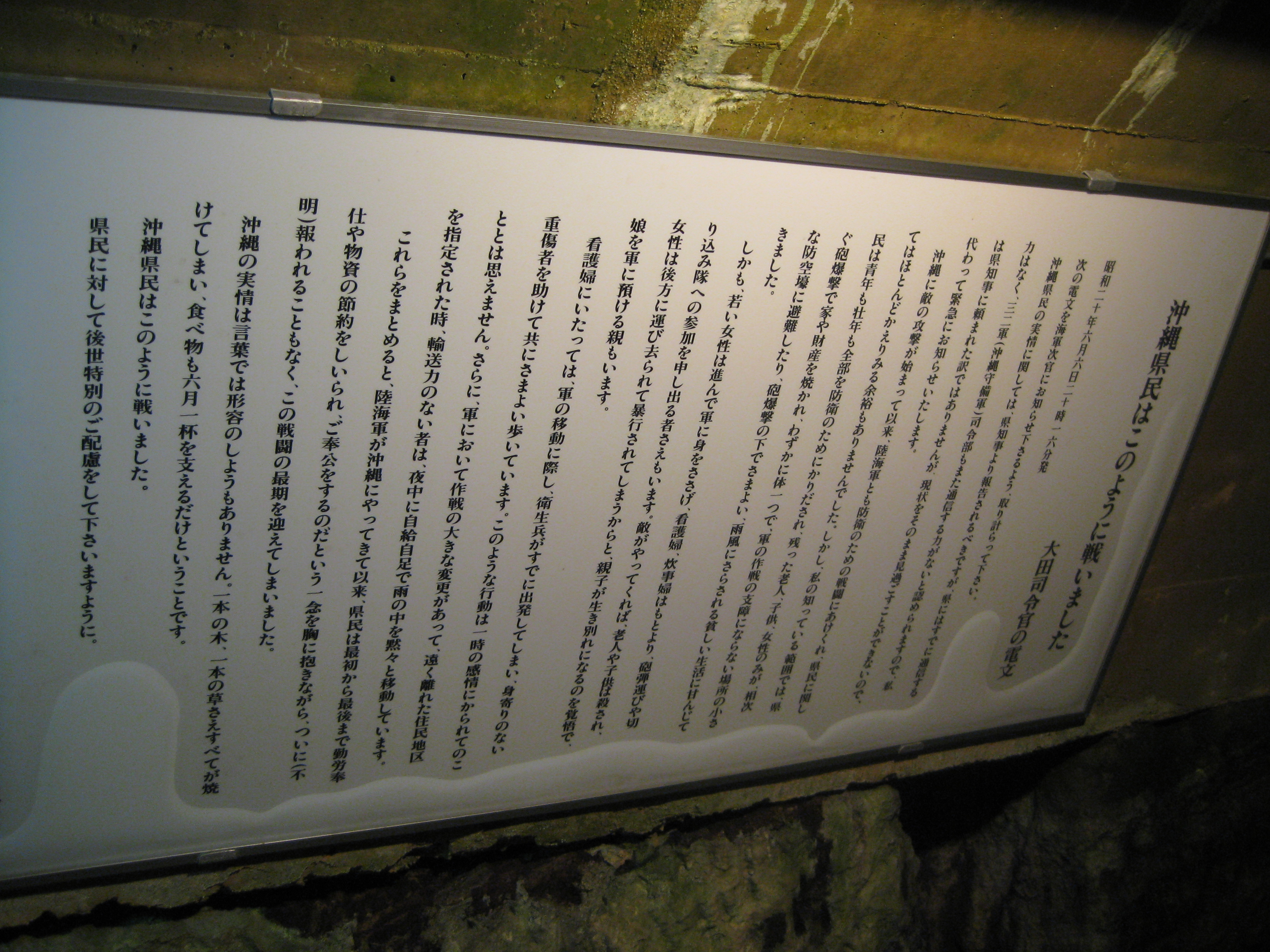
海軍次官宛の電報（現代訳）

### 英語訳
"Regarding the actual situation of Okinawa citizens, the prefectural governor has already lost communication means, although the prefectural governor should report the authority, the 32nd Army Headquarters seems not to have such a margin as well. Although it was not requested from the prefectural governor to the Navy Headquarters, it is impossible to overlook the current situation as it is, so I will inform you of the governor urgently.
Since the enemy began to attack on the main island of Okinawa, the Army and the Army devoted themselves to defensive warfare and could hardly look back on the prefecture's people. Regardless, as far as I can tell, the prefectural people applied for defense convocation all the young people and the senior citizens altogether.
The old man, the child, the woman who was left are gone because no one depends on themselves, and all the houses and wealth have been burned all by the bombing of successive enemies, just the arrival of clothes, the disturbance of the military strategy It evacuates to a narrow air defense shelter in a place that does not become, and barely avoids bombardment while still being exposed to the weather while being exposed to the poverty.
Young women take the initiative to devote themselves to the military, even to nurses and cooks, as well as those who offer cannonballs and even slaughtering troops.
If the enemy comes, the old child will be killed, and since the woman will be taken away to the enemy's territory and put on the poisonous thing, I will decide to separate and live away my daughter at the military gate There are also parents.
Nurses continue to nurse seriously injured people who can not depend on who the sanitary left behind during the movement of the military. That situation is very serious and I do not believe it was a very temporary feeling.
Furthermore, when the strategy of the military changes drastically, they are ordered to relocate to a distant place far away within that night, people without transport means are walking in the rain without complaints.
In the end, despite consistent efforts for labor service and goods conservation all the time since the naval forces in and out of Okinawa, just as a Japanese while unconsciously holding the thoughts of the loyalty, (unreadable part) can't finally giving(unreadable part) Okinawa Island together with the outcome of this battle and destiny together, it will become a scorched soy that no one plants will remain.
It is said that food is already in full condition only in June.
The Okinawa citizens fought in this way.
I would like you to give the prefectural people special consideration, this day forward".

### 備考
本電報は沖縄方面根拠地隊司令官としての大田から発出されているものではあるが、
- 佐世保鎮守府からの転電であること
- 前半部分の「本職県知事の依頼を受けたるに非らざれとも、現状を看過するに忍びず之に代わって緊急御通知申上ぐ」の箇所は、いわゆる転電の冠言葉であり、別の送信者の出所を明らかにする言葉であること
- 「沖縄島ニ敵攻略ヲ開始以来～」以降の文章については、当時の軍人が用いる訣別電報の常套句などとは異なり、ひたすらに沖縄県民の敢闘の様子を訴えていること

以上から、実際の文案を当時の沖縄県知事である島田叡が作成を行い、それを大田が転電したとの見方もある。
『海軍次官宛の電文の文面』とされるものは、何種類か存在している。これは当該電報が戦況の切迫した中で発信されたものであることに由来すると思われる不明な部分があることと、さらにそれをタイプした文字が擦れなどで判読しづらくなっていることにより、文面に欠落箇所があるためである。
外部リンクの項にある「沖縄戦関係資料閲覧室」では、電文（オリジナル）のコピーを所蔵している。閲覧は、閲覧室のほか、ホームページ上でもPDF版を閲覧できる。かつては「<訳>」が公開されていた（ただしこの「訳」はカタカナをひらがなに置き換えて文章毎に分かち書きしたものであって、「現代文訳」ではない。なお、現在は「オリジナル」の画像のみが公開されている）。この両者の文面には相違があるが、電文については不明瞭となっている部分について解読作業が行われたことがあり（併せて明らかな誤字も修正された）、「<訳>」はその結果に則したものになっている。
この他、大田が自決した海軍司令部壕跡（現在は海軍壕公園として整備されている）に建つ『海軍戦歿者慰霊の塔』の袂には『仁愛の碑』があるが、その碑文に掲載されている文章は、「自給自足」の語があったり、「強要せられてご奉公の」とされていて中間の文章（「悪評なきにしもあらざるも」の前後）がなかったりという相違がある。前者については電文解読時の誤りとみられ、後者については「オリジナル」の画像でちょうど綴じの部分に当たって判読しにくい部分であり、その部分を読み飛ばして意味の通らない部分を修正したもの（「強要セ / シテノ」→「強要セラレテ」）と思われる。
本項では上記「<訳>」の文面を基本とし、補完しうる部分を補なったものを原文として掲載した。また、現代語訳はここに掲載した原文を元にやや意訳を含めて現代語化したものである。なお、この打電文もまた米軍によって傍受、記録されており、米軍が英訳した当時の資料がアメリカ国立公文書館に残されている。

## 関連文献
- 戦史叢書・第49巻 南東方面海軍作戦 (1)（防衛庁防衛研究所戦史部・朝雲新聞社）
- 戦史叢書・第17巻 沖縄方面海軍作戦（防衛庁防衛研究所戦史部・朝雲新聞社）
- 沖縄県民斯ク戦ヘリ 大田實海軍中将一家の昭和史（田村洋三著・講談社）ISBN 4-06-206825-7 C0095
- 高松宮日記（細川護貞・阿川弘之・大井 篤・豊田隈雄編・中央公論新社）ISBN 4-12-490040-6 C0320
- 高木惣吉日記と情報（みすず書房）ISBN 4-622-03506-5 C3031
- 日本陸海軍の制度・組織・人事（日本近代史料研究会編・東京大学出版会）
- 海軍兵学校沿革・第2巻（海軍兵学校刊）
- 海軍兵学校出身者名簿（小野崎誠編・海軍兵学校出身者名簿作成委員会）
- 父は沖縄で死んだ（大田英雄著＝長男・高文研）
- 海軍名語録（吉田俊雄著・文春文庫）ISBN 4-16-736003-9
- 沖縄の絆・父中将から息子へのバトン―大田實と落合畯（三根明日香著・かや書房）ISBN 978-4906124732
- Lacey, Laura Homan (2005). Stay Off The Skyline: The Sixth Marine Division on Okinawa—An Oral History. Potomac Books. ISBN 1-57488-952-4